# آبی احمد
آبی احمد (امهری: አብይ አህመድ አሊ؛ زادهٔ ۱۵ اوت ۱۹۷۶) مسیحی پنطیکاستی  و سیاست‌مدار اهل اتیوپی است. وی دوازدهمین نخست‌وزیر اتیوپی می‌باشد. او رئیس هر دو جبهه دمکراتیک انقلابی خلق اتیوپی و سازمان دموکراتیک مردم اورومو می‌باشد. او همچنین یکی از اعضای مجلس نمایندگان اتیوپی است و عضو کمیته‌های اجرایی OPDO و EPRDF می‌باشد.
او در سال ۲۰۱۹ برنده ی جایزه ی صلح نوبل شد.